# Arsen Kalenbajew
Arsen Tilekowitsch Kalenbajew (kirgisisch Арсен Тилекович Каленбаев, englische Transkription: Arsen Kalenbayev; * 8. August 1999) ist ein kirgisischer Billardspieler aus Bischkek, der überwiegend in der Billardvariante Russisches Billard antritt.
Er wurde 2020 kirgisischer Meister in der Disziplin Kombinierte Pyramide.

## Karriere

### Russisches Billard
Arsen Kalenbajew begann im Alter von etwa 14 Jahren mit dem Billardspielen. 2014 nahm er in der Kombinierten Pyramide erstmals an der Jugendweltmeisterschaft teil und schied in der Vorrunde aus. Im Mai 2015 gab er beim Moskauer Bürgermeisterpokal sein Weltcupdebüt, wobei er sieglos ausschied. Wenig später gelangte er bei der kirgisischen Meisterschaft ins Viertelfinale. Im Herbst 2015 folgten seine ersten WM-Teilnahmen in der Freien Pyramide. Nachdem er bei den Jugendlichen sieglos ausgeschieden war, zog er bei seiner ersten Herren-WM durch einen Auftaktsieg gegen Gagik Arutyunyan in die Runde der letzten 32 ein, in der er dem ehemaligen Weltmeister Älichan Qaranejew mit 4:7 unterlag.
Anfang 2016 schied Kalenbajew bei mehreren Turnieren früh aus, so etwa bei der Kombinierte-Pyramide-WM und beim Bürgermeisterpokal in Moskau. In der zweiten Jahreshälfte verbesserten sich seine Ergebnisse und er erreichte im Juli bei der Dynamische-Pyramide-Jugend-WM das Viertelfinale, in dem er gegen Kirill Melnikow verlor. Ebenfalls in der Dynamischen Pyramide gelangte er bei den Erwachsenen wenig später erstmals ins Endspiel der kirgisischen Meisterschaft, in dem er sich Ysatbek Ratbekow mit 2:6 geschlagen geben musste, und bei der Weltmeisterschaft in die Runde der letzten 32, in der er gegen Ghani Schardarbekow verlor. Im Dezember 2016 gewann er durch einen 4:3-Finalsieg gegen den amtierenden Weltmeister Dastan Lepschakow den Akyjkattschy-Pokal in Bischkek.
Im April 2017 endete die Kombinierte-Pyramide-WM für Kalenbajew nach einer Auftaktniederlage gegen Begenç Jumagylyjow. Auch bei den darauf folgenden internationalen Turnieren schied er früh aus, so etwa beim Savvidi Cup (Runde der letzten 128), bei der Jugend-WM und beim Swojaka-Pokal (Vorrunde). Im Dezember 2017 gelang ihm beim Akyjkattschy-Pokal durch einen 3:0-Finalsieg gegen Saparbek Alykulow die Titelverteidigung.
Bei der Dynamische-Pyramide-WM 2018 erreichte Kalenbajew das Sechzehntelfinale. Wenig später gewann er im Finale gegen Mirlan Abdykarow mit 4:3 das Meldesch-Kutschtuulor-Turnier. Im August 2018 erreichte er bei seiner letzten Jugend-WM zum zweiten Mal das Viertelfinale und verlor gegen Anton Winogradow. Zwei Monate danach zog er beim Savvidi Cup unter anderem durch Siege gegen Rekordweltmeisterin Diana Mironowa und Pawel Kusmin ins Viertelfinale ein, in dem er Wolodymyr Perkun mit 0:5 unterlag. In den folgenden Wochen schied er beim Weltcupfinale in der Vorrunde aus und musste bei der Freie-Pyramide-WM eine Auftaktniederlage hinnehmen.
Im Februar 2019 erzielte Kalenbajew sein bis dahin bestes Ergebnis bei einer Weltmeisterschaft, als er bei der Kombinierte-Pyramide-WM unter anderem Artem Mojissejenko und Iljas Machmetow besiegte, bevor er sich im Achtelfinale dem späteren Finalisten Serghei Krîjanovski mit 3:6 geschlagen geben musste. Nachdem er durch einen 5:2-Finalsieg gegen Arsen Kalybek uulu die Stadtmeisterschaft Bischkek gewonnen hatte, schied er im August bei der Freie-Pyramide-WM in Tscholponata mit einem Sieg aus drei Spielen in der Vorrunde aus. Wenig später gewann er im Endspiel gegen Kubanytschbek Sagyndykow (4:1) den Oomat Cup. Beim Savvidi Cup 2019 verlor er in der Runde der letzten 64 gegen den Kasachen Jernar Tschimbajew.
Im Januar 2020 wurde Kalenbajew durch einen 5:1-Finalsieg gegen Kanat Sydykow erstmals kirgisischer Meister in der Kombinierten Pyramide.

### Snooker
Im Snooker nahm Kalenbajew mehrmals an der kirgisischen Meisterschaft teil. Nachdem er 2014 das Viertelfinale erreicht hatte, zog er 2015 unter anderem durch Siege gegen Iljas Adamow und Titelverteidiger Kubanytschbek Sagyndykow, an dem er im Vorjahr gescheitert war, ins Halbfinale ein, in dem er sich Kalys Sagynalijew mit 1:4 geschlagen geben musste. Zwei Jahre später schied er im Viertelfinale gegen Kalys Sagynalijew aus.

### English Billiards
Im September 2017 gehörte Kalenbajew dem kirgisischem Aufgebot bei den Asian Indoor & Martial Arts Games im turkmenischen Aşgabat an. Beim Wettbewerb im English Billiards unterlag er im Achtelfinale dem späteren Silbermedaillengewinner Praprut Chaithanasakun (0:3).

## Erfolge
| Ergebnis | Jahr | Turnier                                | Finalgegner              | Endstand |
| -------- | ---- | -------------------------------------- | ------------------------ | -------- |
| Finalist | 2016 | Kirgisische Meisterschaft (Dyn. Pyr.)  | Ysatbek Ratbekow         | 2:6      |
| Sieger   | 2016 | Akyjkattschy-Pokal                     | Dastan Lepschakow        | 4:3      |
| Sieger   | 2017 | Akyjkattschy-Pokal                     | Saparbek Alykulow        | 3:0      |
| Sieger   | 2018 | Meldesch Kutschtuulor                  | Mirlan Abdykarow         | 4:3      |
| Sieger   | 2019 | Stadtmeisterschaft Bischkek            | Arsen Kalybek uulu       | 5:2      |
| Sieger   | 2019 | Oomat Cup                              | Kubanytschbek Sagyndykow | 4:1      |
| Sieger   | 2020 | Kirgisische Meisterschaft (Komb. Pyr.) | Kanat Sydykow            | 5:1      |

## Teilnahmen an Weltmeisterschaften
| Disziplin            | 2015 | 2016 | 2017  | 2018  | 2019  | 2020  |
| -------------------- | ---- | ---- | ----- | ----- | ----- | ----- |
| Freie Pyramide       | L32  | –    | n. a. | L64   | R     | n. a. |
| Dynamische Pyramide  | –    | L32  | n. a. | L32   | n. a. | n. a. |
| Kombinierte Pyramide | –    | R    | L64   | n. a. | A     | n. a. |
| Quelle:              |      |      |       |       |       |       |

| Legende | Legende                               |
| ------- | ------------------------------------- |
| S       | Sieger                                |
| F       | Finalist                              |
| HF / H  | Halbfinalist                          |
| VF / V  | Viertelfinalist                       |
| AF / A  | Achtelfinalist                        |
| LX      | Niederlage in der Runde der letzten X |
| R2      | Niederlage in Runde 2                 |
| R       | Vorrundenaus/Niederlage in Runde 1    |
| –       | nicht teilgenommen                    |
| n. a.   | nicht ausgetragen                     |